# Финке, Томас
То́мас Фи́нке (дат. Thomas Fincke, 1561—1656) — датский математик, врач и астролог. Известен в основном как автор названий двух тригонометрических функций: тангенс и секанс. В прижизненных документах встречается множество вариантов написания его фамилии: Fincke, Finke, Finck, Fink, а свои латинские труды он подписывал: Finchius или Finckius.

## Биография
Родился в городе Фленсбург (Шлезвиг, тогда датская провинция) в немецкой купеческой семье, после смерти отца воспитывался дядей со стороны матери. С 1570 по 1577 год учился в местной лютеранской школе, затем в Страсбурге изучал математику и астрологию. В 1582 году он прослушал ряд лекций в Гейдельберге, Лейпциге и других университетских городах Германии, в 1583 году на короткое время вернулся во Фленсбург, затем уехал в Базель. Работал в Базельском университете, затем в Копенгагенском университете (более 60 лет), где занимал в разное время кафедры медицины, математики и риторики.
Кроме многочисленных астрологических сочинений, написал обстоятельный труд по тригонометрии круга и сферы, названный им «Геометрия круглого» (лат. Geometria rotundi, Базель, 1583 год). В этой книге, помимо введения в научный обиход названий тангенса и секанса, Финке предложил оригинальное решение геодезической задачи: найти углы треугольника, если известна их сумма {\displaystyle \alpha +\beta } и отношение противолежащих сторон {\displaystyle a:b}. Для решения Финке использовал формулу Региомонтана. Книга Финке оказала большое влияние на творчество Непера, Клавиуса и Питискуса.
Дочь Финке, Доротея, вышла замуж за известного датского натуралиста Оле Ворма.
Во Фленсбурге в честь учёного названа улица (Thomas-Fincke-Straße).